# Kungariket Polen (1385–1569)
Kungariket Polen var den polska stat som skapades genom unionen i Krewo som förenade Polen och Litauen under en enda monark. Senare valdes i regel samma monark eller monarker ur den Jagellonska ätten av båda staterna. Unionen befästes av en starkare union i Lublin 1569 som kort därefter följdes av Jagellonska ättens sammanfall.

## Personalunionen med Litauen
Ludvig I av Ungerns död gav anledning till svåra tronstridigheter, under vilka Sigismund av Brandenburg som Marias gemål förgäves gjorde sina anspråk gällande; i stället blev Hedvig Polens drottning 1384. Med undanskjutande av Vilhelm av Österrike, som
redan var hennes trolovade, anordnade de lillpolska magnaterna hennes giftermål (1386) med Litauens ännu hedniske storfurste Jagello, som därvid undfick dopet och mot bekräftande av adelns privilegier erkändes som Polens kung.
Polen och Storfurstendömet Litauen blev sålunda förenade, men utan gemensamma institutioner och under fastställande av garantier mot litauiskt intrång på polskt område. Litauen var ett arvrike, medan Polen förblev valrike, men den jagellonska ätten växte småningom ihop med landet. Den nye kungen, efter dopet kallad Vladislav II (1386–1434), som överlät Litauens regering åt sin kusin Vytautas, togs utåt framför allt i anspråk av kampen mot Tyska orden (från 1409), som i slaget vid Tannenberg (Grunwald) 1410 led ett svårt nederlag mot den av tatariska skaror och böhmiska soldnärer förstärkta polsk-litauiska hären.
Freden i Thorn (1411), som återgav Polen Dobrzyn-området, blev inte varaktig, kriget förnyades 1414 och 1419, ehuru både påven och kejsaren ingrep medlande. Kejsar Sigismunds partiskhet för Orden, som till sist tog sig uttryck i en skiljedom 1420, förmådde Vladislav att bland annat söka stöd i ett förbund med den nordiske unionskonungen (1419). Mellan vapenskiftena kämpade parterna med juridisk-litterära argument både inför den påvliga kurian och inför kyrkomötet i Konstanz. Freden vid Melnosjön (1422) betydde för Polen ett endast obetydliga landförvärv, medan Litauen definitivt erhöll Samogitien.
Den polsk-litauiska unionen, till vars tryggande avtal ingåtts mellan de båda rikenas magnater 1401 och 1413, hotades efter Vytautas död 1430 av litauiska usurpatorer, och Polen inblandades i dessa förvecklingar. Vladislav efterträddes av sin son Vladislav III (1434–44), som dock först 1438 blev myndig. Statens ledning föll i händerna på de världsliga och andliga (företrädesvis lillpolska), magnaterna, bland vilka redan tidigare biskopen av Kraków Zbigniew Olesnicki framträdde som den. Dessa företrädde en aristokratisk och strängt kyrklig riktning, mot vilken en av husitiska idéer påverkad opposition stod maktlös. 
Vladislav fick 1440 mottaga anbudet av Ungerns krona, som icke avvisades trots det med densamma följande ansvaret att försvara riket mot turkarna. Förhandlingarna med ett böhmiskt parti, som erbjöd hans broder Kasimir Böhmens krona, hade däremot endast lett till obehagliga förvecklingar med kejsar Sigismund och till inre partisplit. Vladislav begav sig till Ungern, där han fick kämpa både mot en inhemsk rival och mot de osmanska trupperna. I Polen styrde som förut magnaterna, som kom i krigiska förvecklingar både med tatarerna och med de schlesiska hertigarna. Sedan Vladislav försvunnit i slaget vid Varna (1444), framstod hans bror Kasimir ("Jagiellonczyk"), sedan 1440 Litauens storfurste, som närmast till tronen, men dennes val fördröjdes genom polsk-litauiska tvister om Podolien och Volynien. Interregnum varade till 1447.
Under Kasimirs följande regering (1447–1492) ingrep Polen (från 1454) i de preussiska förvecklingarna som de mot Tyska orden upproriska städernas
och riddarnas bundsförvant. "Det trettonåriga kriget" ledde 1466 till freden i Thorn, som lämnade Kasimir i besittning av Westpreussen och gav honom länshöghet över det av Tyska orden behållna Ostpreussen. Den nya provinsen fick i enlighet med "inkorporationsprivilegiet" en rättslig särställning och hävdade i det följande särskilt infödsrätten som villkor för ämbetes innehavande. Lantadeln blev småningom poloniserad, men i de rika städerna Danzig, Elbing och Thorn, som tillförsäkrades vittgående självstyrelse förblev borgerskapet tyskt. Dessa städer drog särskilt till sig spannmålsexporten, den polska adelns förnämsta näringskälla.

## Expansion i Östeuropa
Utåt förde Kasimir en ambitiös dynastipolitik. Han lyckades 1471 genomdriva sin son Vladislavs val till Böhmens konung, vilket förde till krigiska förvecklingar med dennes rival konung Mattias av Ungern. Efter dennes död 1490 sökte han skaffa sin son Johan Albrekt  i Ungern, men i stället utgick Vladislav segerrik ur den blodiga valkampen. Rivaliteten med Mattias hade också gjort sig gällande i kampen om inflytandet i Moldau och Valakiet, som kommit i vasallförhållande till Polen. Osmanerna gjorde dock kraftiga ansatser att själva underlägga sig dessa länder.
Denna storpolitik krävde dryga offer i värnplikt och skatter av adeln, och denna satte som villkor ett påbyggande av sina privilegier. Epokgörande i detta anseende blev särskilt konstitutionen i Nieszawa (1454), tillkommen under det begynnande preussiska krigets tryck. Kasimir efterträddes i Polen av Johan Albert (1492–1501), medan åter Litauen övergick till sonen Alexander, som sedermera också vann Polens krona (1501–06), men endast genom en handfästning, som utvidgade senatens myndighet på konungamaktens bekostnad.
Johan Albert sökte framför allt, delvis under intryck av sin lärares italienaren Filippo Buonaccorsis rådslag, att återställa Polens välde över Moldau för att i sammanhang därmed söka bortdriva turkarna från Svarta havets kust. Hans fälttåg mot vojvoden Stefan 1497 slutade dock med härens fullständiga upprivande, och 1498 bröt turkarna härjande djupt in i Polen. I det följande blev bibehållande av fred med osmanerna en polsk statsmaxim. Däremot medförde den moskovitiske storfurstens utvidgningspolitik och intriger i  ett spänt förhållande till Ryssland. Fejder förekom redan på Alexanders tid, och under dennes bror och efterträdare Sigismund I ("den gamle", 1506–1548) kraftmätningen 1507–08 och 1512–14; Smolensk kom därvid i ryssarnas händer. Inför faran av samverkan mellan Ryssland och kejsaren närmade sig Sigismund den senare. Förbundet i Wien 1515 utlämnade för framtiden Ungern åt huset Habsburg, men berövade Ryssland och Tyska orden kejsarens stöd.
I ett nytt krig mot orden (1519-1525) hävdade Polen sin överlägsenhet, och i freden erkändes dess länshöghet, samtidigt med att ordensområdet sekulariserades. Den också i Westpreussen hastigt kring sig gripande lutherska reformationen blev strängt förföljd. 1526 konsoliderades Polens statsområde genom inkorporering av Masovien, som dittills styrts av piastiska länsfurstar. Dess huvudstad Warszawa blev med tiden också Polens.

## Adelsrepublikens framväxt
Kriget med Ryssland uppblossade åter 1534, men nytt stillestånd slöts snart. En planerad expedition mot Moldau 1537 omintetgjordes genom den  uppbådade adelns insurrektion (rokosz). Denna sammanhängde med lågadelns allt skarpare framträdande opposition mot magnaterna, vilka gynnats genom kronans godsavsöndringar, och dess krav på ökad makt för den valda lantbådskammaren. Yrkandet på reduktion av godsen hördes från denna tid allt oftare, och samtidigt tilltog missnöjet med den italienskfödda drottningen Bona Sforza, som med sin kamarilla beskylldes för slöseri och korruption.
Lågadelns anlopp mot magnaterna fyllde också Sigismund II Augusts regering (1548–1572), och den framstormande adelsdemokratien ville samtidigt medge de unierade områdenas (Litauens, Preussens) privilegieomgärdade självstyrelse. De stora förläningarna drabbades särskilt vid kvartafondens uppläggande 1563: en fjärdedel av deras årsinkomst avsattes till värvande av trupper, som skulle uppehålla ett ständigt gränsförsvar mot tatarerna. 
De nationalistiska unifieringstendenserna can i viss mån seger genom unionsfördraget i Lublin 1569, som gav Polen och Litauen gemensam senat och riksdag, samtidigt med att de länge omstridda landskapen Volynien, Podlasien, Podolien och Kiev införlivades med den polska rikshalvan. En närmare förening var också önskvärd med hänsyn till den från Ryssland hotande faran och ansvaret för Livlands skydd. Vid sin underkastelse under litauiska kronan 1559 och 1561 hade nämligen de livländska ständerna och den nye länshertigen i Kurland begärt också Polens väpnade beskydd. I det nya kriget med Ryssland gick Polozk förlorat 1563. Samtidigt invecklades Polen som Sveriges fiende i nordiska sjuårskriget, men prinsessan Katarinas förmälning med hertig Johan (1562) lovade för framtiden vänskapliga förbindelser.
Den inre krisen komplicerades genom kätteriets (särskilt det reformerta, men också det arianska) av kungen tolererade utbredning, och inom klerus inträdde en brytning mellan en konservativ riktning och en reformatorisk, som hade en polsk nationalkyrka på sitt program. Den förra riktningen (företrädd bland annat av Stanislaus Hosius) lyckades 1565 genomdriva ett erkännande av Tridentinska mötets beslut.
Polens författning under denna period karakteriseras av ständerväldets framväxt och konsolidering gentemot kungamakten. Endast ett stånd, adeln, som inom sig principiellt hävdade jämlikhet och broderskap, förblev i längden politiskt verksamt och de högre kyrkliga värdigheterna förbehölls adeln, medan borgerskapet förlorade sin representationsrätt. Adeln förstod använda sin bevillningsrätt till att avpressa konungen både sociala och politiska privilegier. Sedan 1454 fordrades dess på de olika lantdagarna givna bifall för stiftande av lag och sammankallande av det adliga häruppbådet (pospolite ruszenie). Lantdagen (po. sejmik) bestod av samtliga myndiga adelsmän inom ett landskap (vojvodskap), överläggande under ledning av landskapets senatorer. Ombud från de olika lantdagarna sammanträdde till provinsiallantdagar (för Storpolen i Koło, för Lillpolen i Korczyn), där besluten sammanjämkades.
Från 1490-talet sammansmälte dessa till en enda riksdag (po. sejm walny). De valda ombuden (po. posel, lat. nuntius, ty. landtbote) var strängt bundna av lantdagarnas instruktioner, och det blev med tiden vanligt, att lantdagarna på sessioner efter riksdagen reviderade de fattade besluten. Som riksdagens övre kammare fungerade senaten, konungens råd, som bestod dels av biskoparna, dels av de olika landskapens vojvoder och kastellaner.
Riksdagens lagstiftningsmakt erkändes 1505 (statuten Nihil novi). Kungen behöll sin makt över förvaltningen, som småningom fastare organiserades i de höga riksämbetena, marskalkens, kanslerns och skattmästarens, vartdera i dubbel uppsättning (storkansler och underkansler o. s. v.). Inom alla rådplägande och beslutande församlingar ansågs enighet vara ett villkor för varje avgörande; för konungen i senaten, för marskalken i lantbådskammaren gällde det alltid att finna en enande formel. Denna princip skulle omsider leda fram till liberum veto.